# خطوبة

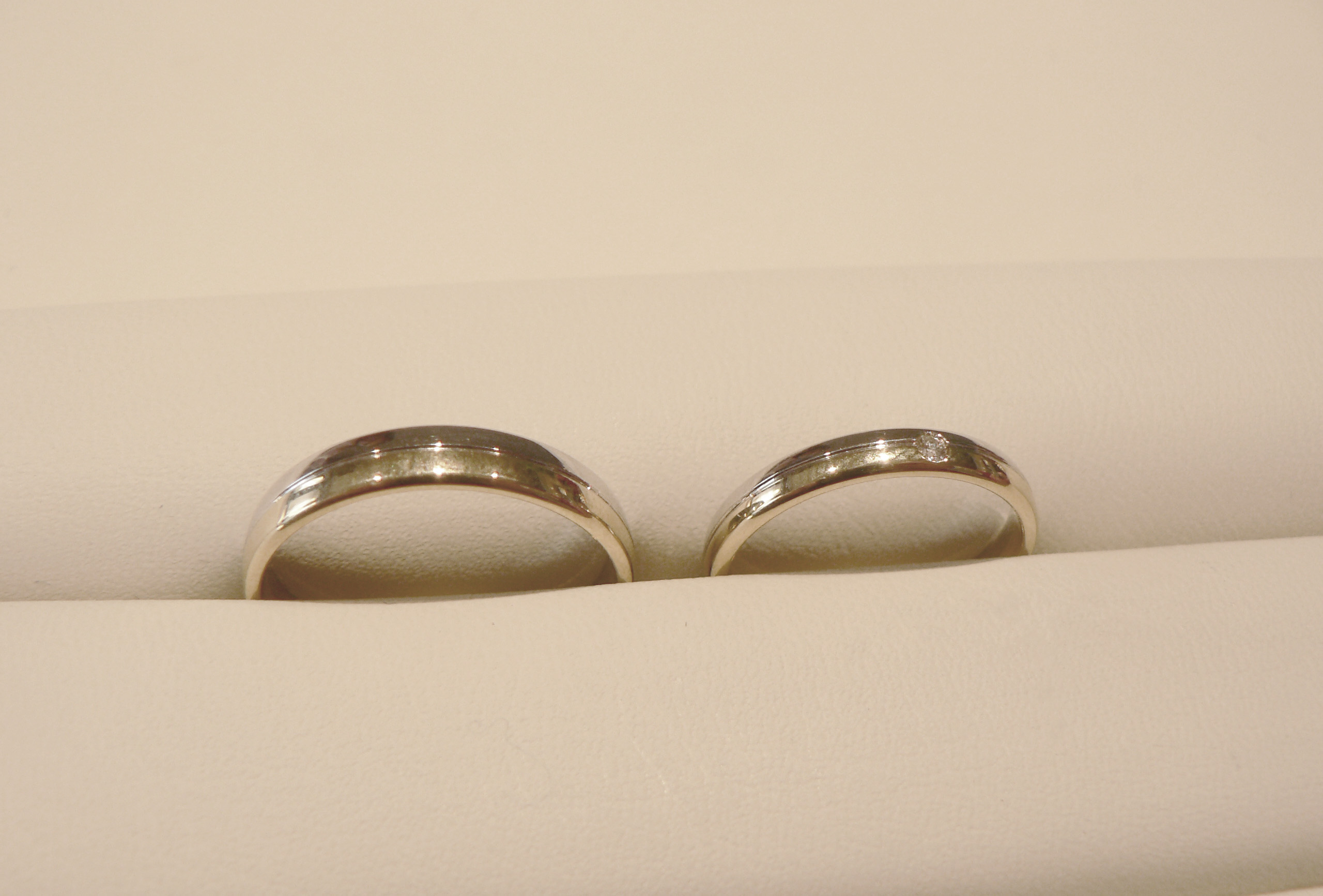
دبل الخطوبة.

الخِطْبة أو الخطوبة هي وعد بالزواج، وكذلك تقال للفترة الزمنية بين طلب الزواج وعقد القران. المشاركة ليست هي نفسها التي يرجع تاريخها. خلال هذه الفترة، يقال إن الزوجين مخطوبان، أو مقصود، أو ممزوج، أو مرتبطان بالزواج، أو ببساطة مشاركين. يمكن استدعاء العرائس والعرسان المستقبليين إلى الخطوبة أو الزوجة أو الزوج / الزوجة أو المخطوبة أو المخطوبة، على التوالي. تختلف مدة الخطوبة بشكل كبير، وتعتمد إلى حد كبير على المعايير الثقافية أو على اتفاق الأطراف المعنية.
كانت الارتباطات الطويلة شائعة في الزيجات المدبرة الرسمية، ولم يكن من غير المألوف بالنسبة للوالدين أن يخطّطوا الأطفال لترتيب الزيجات قبل سنوات طويلة من أن يكون الزوجان المسنّان قد كبروا بما فيه الكفاية. هذا لا يزال شائعا في بعض البلدان.

## الخطوبة قانونا
فالخطبة في نظر القانون ولا يترتب عليها أيا من الحقوق والواجبات، فهي فترة للتعارف، وفي الغالب لا تحتاج لفترة طويلة ويفضل ألا تطول، لأنها تكون بلا غطاء قانوني يحفظ للفتاة حقوقها في حالة تراجع الشاب عن رأيه فيها 
الخِطبة لغة : فعلة كجلسة، ومن خطب المرأة إلى القوم إذا طلب أن يتزوج منهم. وفي الاصطلاح : طلب الزواج ممن يعتبر منه، وهي اتفاق مبدئي عليه، ووعد بالزواج، وتعتبر الخطبة أولى خطوات الزواج.

## الأصل
تعود فكرة الخطبة إلى التوراة و إبراهيم عليه السلام : حيث ذكر التوراة أن هناك خطوتين للارتباط:  كلمة بيتروثيل و التي تشير إلى الخطبة و كلمة شوبا و التي تعني الزواج. و تم اعتماد هذه الطريقة في بلاد الإغريق القديمة و سميت هناك طقوس  كاموس و انجياس، و تم نقل عادة اعطاء الخاتم من اليهودية إلى المسيحية.
تم العثور على أصول المشاركة الأوروبية في ممارسة الزواج في القانون اليهودي (التوراة) ، التي تجسدها أبراهام لأول مرة، وموجزة في آخر تلموديه من نظام ناشيم (المرأة) ، حيث يتكون الزواج من اثنين من الأفعال المنفصلة، ودعا erusin (أو kiddushin ، وهذا يعني التقديس) ، وهو مراسم خطوبة، و nissu'in أو chupah ، الاحتفال الفعلي للزواج. يغير Erusin وضع الزوجين بين الأشخاص، في حين أن nissu'in يجلب العواقب القانونية لتغيير الوضع. (ومع ذلك، في التلمود وغيرها من مصادر القانون اليهودي، هناك أيضًا عملية تسمى kiddushin ، والتي تُعرف اليوم باسم الانخراط. الزواج من دون مثل هذا الاتفاق يعتبر غير أخلاقي. لتعقيد الأمور، يوسين في اللغة العبرية المعاصرة المشاركة، لا خطوبة.
واعتمد هذا في وقت لاحق في اليونان القديمة كما طقوس gamos و engeysis ، وإن كان على عكس في اليهودية كان العقد المقدم أمام الشاهد اللفظي فقط. في نهاية المطاف اقترضت منح خاتم من اليهودية من قبل قانون الزواج الروماني، مع خطيبها تقديمه بعد أداء القسم من نية الزواج، وتقديم الهدايا في حفلة الخطوبة.

## عادات الخطوبة

### العادات الحضارية

#### عادات الخطوبة في مصر
مفهوم الخطبة في مصر يختلف من حيث المكان والطبقة الاجتماعية. مثلا، تختلف عادات الخطبة من محافظات الصعيد إلى الوجه البحري إلى النوبة وهكذا ولكن الطبيعي والمتعارف عليه في الطبقات المتوسطة هو الآتي: يختار الرجل الفتاة التي يريد الارتباط بها ولكن لا تفضل معظم الفتيات (خاصة المتحفظات دينيا) ان يكلمها الرجل بنفسه ويطلب منها الخطبة. فهي تفضل ان يذهب لولي امرها. يتقدم الرجل لولي امر الفتاة (والدها غالبا أو اخوها) ويفضل ان يكون معه أحد من اقاربه. ثم تأتي خطوة أخذ رأي العروس (الفتاة). ان وافقت، يبدأ الاب في السؤال عن الشاب للتأكد من صحة نيته واخلاقه وحسن سيره وسلوكه. اما إذا رفضت الفتاة، لا يحق لولي الامر ارغامها طبقا لجميع الشرائع السماوية وحقوق الإنسان ولكن لا تزال هناك اسر خاصة في الصعيد والأرياف المصرية تستخدم الإرغام والقوة للتأثير على الفتاة. غالبا ما يكون حفل الخطبة عائليا، تقدم فيه الشبكة (حلقة الخطبة، سلسلة، قرط، اسوارة). وحلقة الخطوبة وهي عادة عبارة عن حلقتين من الذهب تقدم إحداها للعروس لتلبسها في يدها اليمنى ويلبس هو الأخرى في يده اليمنى أيضا وينقل كل منهما الحلقة إلى اليد اليسرى بعد الزواج، غالبا ما تكون فترة الخطوبة قصيرة ولا يحبذ ان تطول عن سنة يتم بعدها الزواج

### العادات الدينية

#### الخطبة في الإسلام
الخطبة في اللغة هي طلب الزواج من أهل المرأة. الخِطبة بكسر الخاء هي المقصودة هنا، أما قولك الخُطبة بضم الخاء فتعنى الخطبة التي تقال في يوم الجمعة مثلا أو التي تقال في العيدين. شرعا: طلب يد المرأة للزواج من أهلها، وللخطبة في الإسلام واجب واحد وهو عدم جواز الخطبة على الخطبة أي لا يجوز أن يتقدم رجل لخطبة امرأة وهي مخطوبة لشخص أخر، لقول نبي الإسلام محمد فيما رواه مسلم في صحيحه وأحمد في مسنده: {المؤمن أخو المؤمن، فلا يَحِلُّ له أن يبتاعَ على بيع أخيه، ولا يَخْطِب على خِطْبة أخيه حتى يَذَرَ" أي: حتى يترك البيع ويَعدِل عن الخِطْبة}.
وقد حدد الدين الإسلامي الحنيف عدد من القواعد المتعلقة بالخطوبة في الإسلام، وعن أبي هريرة قال: «كنت عند النبي صلى الله عليه وسلم: فأتاه رجل فأخبره أنه تزوج أمرأة من الأنصار، فقال له رسول الله صلى الله عليه وسلم، أنظرت إليها، قال: لا، قال فاذهب فأنظر إليها فإن في أعين الأنصار شيئاً»، أخرجه مسلم في كتاب النكاح، وفي رواية النسائي: «فانظر إليها فإنه أجدر أن يؤدم بينكما أي يوفق».

##### شروط صحة الخطبة
1. أن لا تكون مـُحَـَّرمة عليه تحريما أبديا كأن تكون محرمة عليه بسبب النسب أو الرضاع أو المصاهرة.
2. أن لا تكون مـُــحــْـرِمة من حج أو عمرة.
3. أن لا تكون متزوجة من أحد الأزواج أو معتدته والعدة أقسام أربعة:
  1. المعتدة من وفاة زوجها: يجوز التعريض بخطبتها ولا يجوز التصريح بها لئلا تـُجرح مشاعر أهل المتوفـِى.
  2. المعتدة من طلاق بائن بينونة صغرى فيجوز التعريض بخطبتها ولا يجوز التصريح إن كان الخاطب زوجها، أما إن كان الخاطب زوجها فيجوز له التصريح أو التعريض في الخطبة.
  3. المعتدة من طلاق بائن بينونة كبرى فيجوز له التعريض بخطبتها ولا يجوز له التصريح بالخطبة لئلا يحدث نزاع بين الزوجة ومطلقها.
  4. المعتدة من طلاق رجعى:يحرم التعريض أو التصريح بخطبتها لأن العلاقة الزوجية بينها وبين زوجها ما زالت قائمة مادامت في العدة.
4. أن لا تكون مخطوبة من شخص آخر؛ قال رسول الله محمد صلى الله عليه وسلم {لا يخطب الرجل على خطبة أخيه حتى ينكح أو يترك}.
5. يجوز للخاطب أن يرجع عن خطبته إن كان الرجوع لمصلحة مثل أنه اكتشف فيها عيبا أو اكتشف خديعة لأن الخطبة لا تعدوا أن تكون وعدا بالزواج وليس إلزاما فيجوز لكل منهما فسخ الخطبة دون إلزام لأى من الطرفين للآخر بإتمام الزواج. ويكره أن يرجع أحدهما عن الخطبة لغير مصلحة وهذا يشبه بالبيع فعندما ترجع السلعة دون اكتشاف عيب يكون هذا مكروها. وإذا أعطى الخاطب مهرا فله استرداده عند الرجوع عن خطبته، وله أن يسترد قيمته إن هلك على الراجح عند جمهور الفقهاء. أما إن أعطى الخاطب هدية فله أن يستردها، أما إن هلكت الهدية فليس له أن يسترد ثمنها على الراجح عند جمهور الفقهاء.

##### أحكام الخطوبة في الإسلام
يحرم الخلوة بالمخطوبة وحدها ولكن لابد من وجود محرم معها. يجوز النظر للمخطوبة. ولأنه من أسس اختيار المرأة الصالحة أن تكون جميلة في نظر الخاطب  ولكن بشروط، وهي أن يقصد من نظرته النية على زواجها وأن لا يرجو من نظرته موافقتها أما إن لم يحصل له هذا كأن يفكر في أن يخطب بنت السلطان فلا يجوز له النظر إليها لأنه متأكد من رفضها له مسبقاً. أن تكون غير متزوجة أو مخطوبة.